# Robertson-Schraube

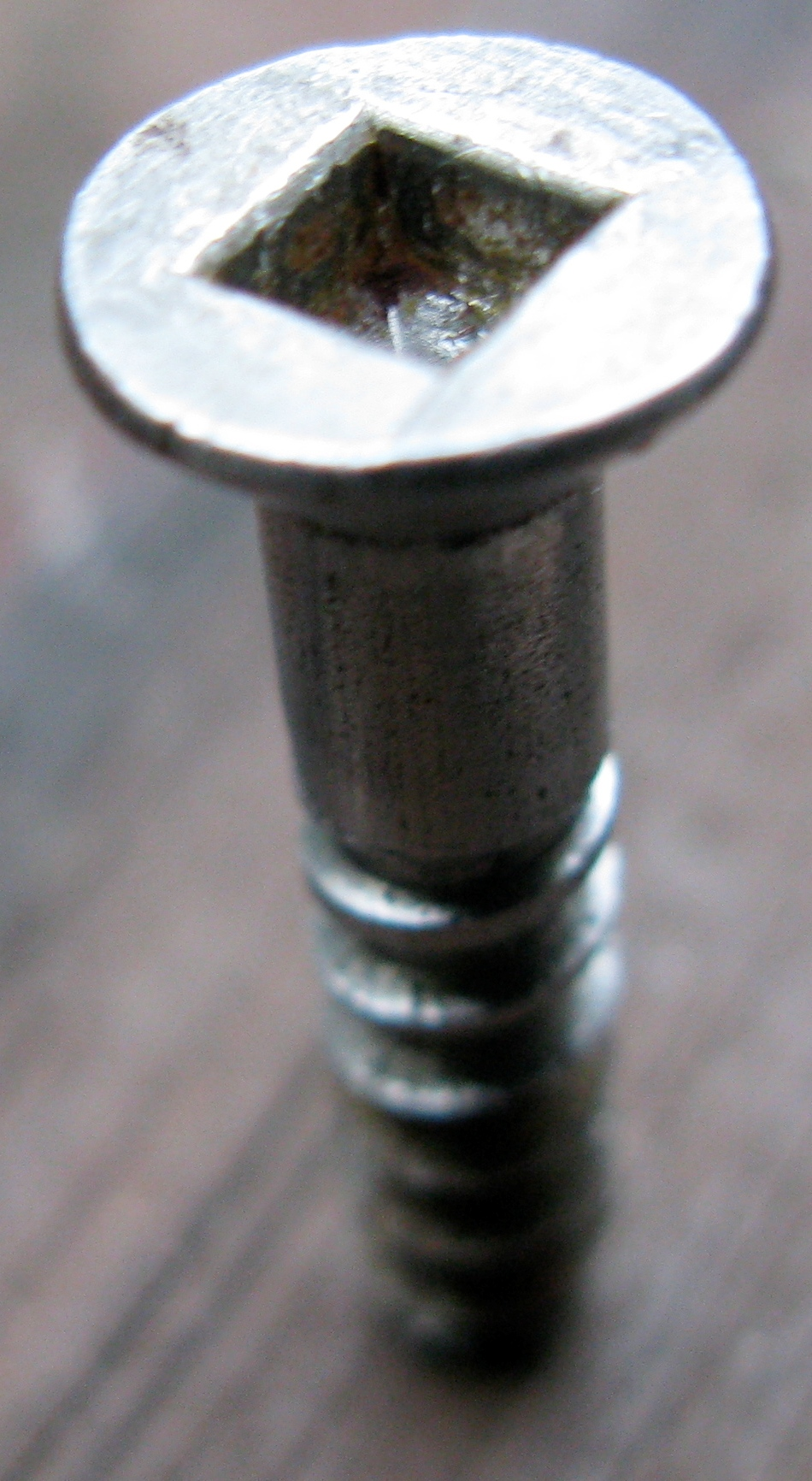
Robertson-Schraube für Holz

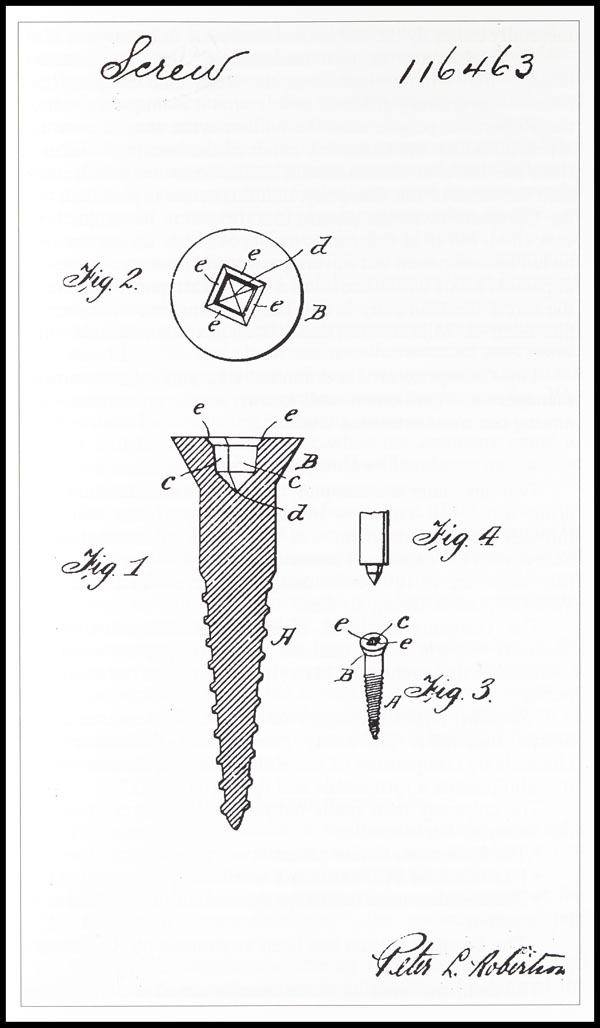
Zeichnung aus dem Patent von 1907

Die Robertson-Schraube ist eine Schraube, deren Kopf mit einem quadratischen Innenvierkant versehen ist. In Europa war diese Ausführung immer selten, während sie in Kanada und den USA häufiger vorkommt. 

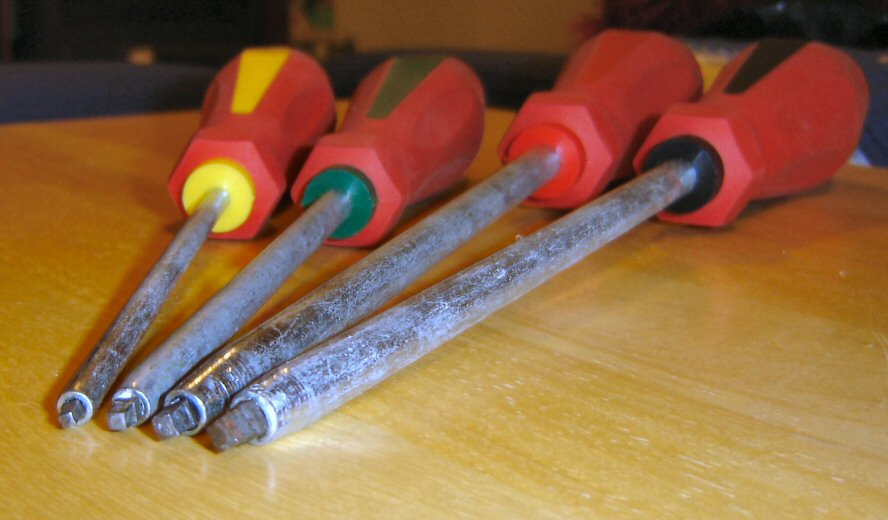
Robertson-Schraubenziehersatz

Der Abtrieb des Schraubenziehers ist ein Außenvierkant. Wie für Innensechskant-Aufnahmen werden Schlüssel für Robertson-Schraubenköpfe auch in abgewinkelter Form -mit einem kurzen und einem langen Ende- angeboten.
Benannt ist der Robertson-Antrieb nach seinem Erfinder, dem Kanadier Peter L. Robertson, der dieses Schraubenkopfprofil 1907 einführte und zum Patent anmeldete.
Der Innenvierkant ermöglicht einen guten Kraftschluss und der Schraubenzieher rutscht weniger leicht aus dem Schraubenkopf heraus, als es etwa bei Schrauben mit Schlitz der Fall ist. Das System war somit für den industriellen Gebrauch besser geeignet.
Das überzeugte auch die Ford Motor Company, einen der ersten Kunden von Peter L. Robertson. Im Ford Modell T wurden über 700 Robertson-Schrauben verwendet.
Eine in Deutschland übliche Anwendung sind selbstbohrende Blechschrauben zur Montage von Lüftungskanälen.